# The Postcard
The Postcard es una película documental de 2020 dirigida por Asmae El Moudir.

## Sinopsis
Tras descubrir una vieja postal entre las pertenencias de su madre, la directora Asmae El Moudir se embarca en un viaje a Zawia y al pasado. Contempla lo diferente que sería la vida si su madre nunca hubiera abandonado ese remoto pueblo de montaña.

## Reparto
- Oum El Eid Oulkadi
- Touda Oulkadi
- Aicha Farid
- Fatma Farid
- Mohammed Oulkadi

## Festivales
- 2021 Festival de Cine Árabe de Estocolmo[4][5]
- 2021 Festival Internacional de Cine Documental de Ámsterdam[6]
- 2021 Festival de Cine Árabe de Malmo[7]
- 2021 Festival de Cine de Lessinia[8][9]
- Festival Internacional de Cine de Durban[10]